# 蒙瑟王朝
蒙瑟王朝（瑞典語：Munsöätten）是一个瑞典原史时期的王朝。这个王朝于公元8世纪-公元9世纪的早期成员极多数是神话国王或半神话国王，而随后于公元10世纪-公元11世纪的后代则皆为基于史料记载的国王。

蒙瑟王朝亦被称为伊凡·维德法莫纳王朝或乌普萨拉王朝 ，或是单纯的称作旧王朝。蒙瑟王朝中的蒙瑟(Munsö)是一个岛屿，瑞典的半神话国王Björn Ironside即被声称埋葬于此。